# Monheurt
Monheurt là một xã thuộc tỉnh Lot-et-Garonne trong vùng Nouvelle-Aquitaine phía tây nam nước Pháp. Xã này nằm ở khu vực có độ cao trung bình 71 mét trên mực nước biển.
It is located on the banks of the Garonne.